# Sisca Folkertsma
Sippie Catharine Folkertsma (ur. 21 maja 1997 w Sloten) – holenderska piłkarka, grająca na pozycji pomocnika lub napastnika w holenderskim klubie Feyenoord, wielokrotna reprezentantka Holandii.

## Kariera piłkarska

### Kariera klubowa
Wychowanka klubów VV Sleat i ONS Sneek. W 2012 roku rozpoczęła karierę w Sc Heerenveen. W 2015 roku przeprowadziła się do PSV. Po dwóch sezonach w klubie, w 2017 roku dołączyła do Ajaxu. W 2018 roku przeniosła się do FC Twente. 29 czerwca 2021 podpisała kontrakt z Bordeaux. Latem 2023 roku po wygaśnięciu umowy wróciła do Holandii, gdzie została  piłkarką Feyenoordu.

### Kariera reprezentacyjna
29 listopada 2016 roku zadebiutowała w holenderskiej kadrze narodowej w przegranym 0:1 meczu z Angielkami. Wcześniej broniła barw juniorskich reprezentacji Holandii. Występowała w turniejach finałowych mistrzostw Europy i świata. Po zwycięstwie w UEFA Women's Euro 2017 cała drużyna została uhonorowana przez Premiera Marka Rutte i Ministra Sportu Edith Schippers tytułem Kawalera Orderu Oranje-Nassau.

## Sukcesy i odznaczenia

### Sukcesy klubowe
PSV
- finalista Pucharu Holandii: 2016/17

AFC Ajax
- mistrz Eredivisie: 2017/18
- zdobywca Pucharu Holandii: 2017/18

FC Twente
- mistrz Eredivisie: 2018/19, 2020/21
- finalista Pucharu Vrouwen Eredivisie: 2020/21

### Sukcesy reprezentacyjne
Holandia
- mistrz Europy: 2017

### Sukcesy indywidualne
- kawaler Orderu Oranje-Nassau: 2017